# Musca percussus
Musca percussus är en tvåvingeart som först beskrevs av Harris 1780.  Musca percussus ingår i släktet Musca och familjen rotflugor. Inga underarter finns listade i Catalogue of Life.